# Набатов, Александр Владимирович
Набатов Александр Владимирович (1939—2018) — российский ученый, физик, ректор Кызылского государственного педагогического института (Тувинского государственного университета (1987—1994), профессор, Заслуженный работник высшей школы РФ, кандидат физико-математических наук, делегат Всесоюзного совещания работников высших учебных заведений (1980), делегат Всесоюзного съезда работников народного образования СССР (1988), депутат Городского Совета народных депутатов Тувинской АССР (1989), один из учредителей Государственного Лицея Республики Тыва, ветеран высшего образования Тувы.

## Биография
Выпускник средней общеобразовательной школа № 7 города Кызыла Тувинской АССР.
В 1961 году с отличием окончил физико-математический факультет КГПИ.
1971 году окончил очную аспирантуру Красноярского государственного педагогического института.
1971—1979 гг.- ассистент, старший преподаватель, доцент, заведующий кафедрой физики
1974 г.- защитил диссертацию на соискание ученой степени кандидата физико-математических наук по специальности «Физика магнитных явлений».
1984 г. — получил звание доцента (ВАК) по кафедре физики.
1979—1984 гг. — проректор по учебной и научной работе КГПИ.
1987—1994 гг. — ректор КГПИ (ТувГУ).
1994—2006 гг.- профессор кафедры физики ТувГУ, преподаватель физики Государственного Лицея Республики Тыва

## Деятельность

### Научная деятельность
В 1974 году защитил диссертацию на тему «Влияние условий изготовления пленок NiFe и Mn-NiFe на их магнитные свойства» на соискание ученой степени кандидата физико-математических наук по специальности «Физика магнитных явлений».
Диссертация
Влияние условий изготовления пленок NiFe и Mn-NiFe на их магнитные свойства : диссертация … кандидата физико-математических наук : 01.04.11. — Красноярск, 1972. — 178 с. : ил.
Влияние условий изготовления пленок NiFe и Mn-NiFe на их магнитные свойства [Текст] : Автореферат дис. на соискание ученой степени кандидата физико-математических наук. (01.04.11) / АН СССР. Сиб. отд-ние. Ин-т физики им. Л. В. Киренского. - Красноярск : [б. и.], 1973. - 18 с.
Научные интересы: физика магнитных явлений; совершенствование содержания и методики преподавания физики в вузе и школе.

### Общественная деятельность
1980 г.- делегат Всесоюзного совещания работников высших учебных заведении;
1988 г. -делегат Всесоюзного съезда работников народного образования СССР;
1989 г.- депутат Городского Совета народных депутатов Тувинской АССР;
Один из официальных учредителей Государственного Лицея Республики Тыва.

## Награды
- Нагрудный знак «За отличные успехи в работе» Министерства высшего и среднего специального образования СССР.
- Почетная грамота Министерства Просвещения СССР.
- Почетная грамота Министерства народного образования РСФСР.
- Нагрудный знак ЦК КПСС, Совета Министров СССР, ВЦСПС и ЦК ВЛКСМ «Победитель социалистического соревнования» (1978).
- Медаль «Ветеран труда».
- Почетная грамота Президента Республики Тыва.